# Antigny (Wandea)
Antigny – miejscowość i gmina we Francji, w regionie Kraj Loary, w departamencie Wandea.
Według danych na rok 1990 gminę zamieszkiwało 1078 osób, a gęstość zaludnienia wynosiła 49 osób/km² (wśród 1504 gmin Kraju Loary Antigny plasuje się na 544. miejscu pod względem liczby ludności, natomiast pod względem powierzchni na miejscu 484.).